# Castell d'Arcas
El castell d'Arcas és un castell de planura datat dels segles xiii i xiv. Situat a 50 km al sud de Carcassona, i a 24 km al nord-est de Quillan, l'indret d'Arcas és harmonia i pau banyat pel seu llac rivetejat de boscos.
La primera menció manuscrita seria del 1011. El poble té la particularitat de posseir els elements de dues fases successives en la història de l'edat mitjana.
Es compon d'un recinte quadrangular que envolta una torrassa quadrada central d'11 m de costat, dotada de garites a cadascun dels seus angles. La torrassa, de 24 m d'alçària i 4 nivells, constitueix una obra mestra de l'art gòtic. Ajunta elegància, luxe i aspecte militar. Restaurat des de fa poc, queda com a testimoni del coneixement tècnic i artístic dels constructors de l'època medieval. Les voltes esculpides, les boniques xemeneies i les finestres trilobulades deixen aparèixer el gust i la riquesa dels mestres del lloc, els senyors de Veins.
Arques és la pàtria de Déodat Ruché (1877-1978), historiador del catarisme. La seva casa natal, situada en el centre del poble, presenta una exposició permanent.